# Grabkegel

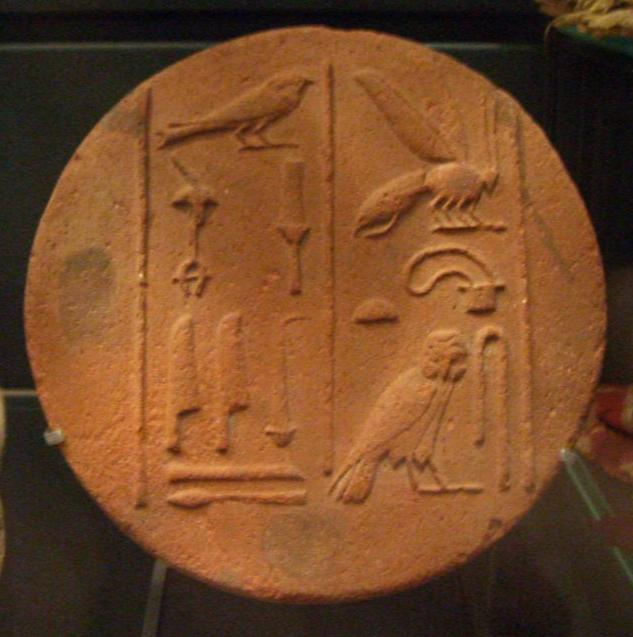
Vorderseite eines Grabkegels der 18. Dynastie, Louvre, Paris

Grabkegel sind kegelförmige Tonnägel, die vor allem im altägyptischen Neuen Reich an der Fassade von Gräbern besonders in Theben-West in größerer Zahl nebeneinander angebracht wurden. Ihre flache Vorderseite trägt Titel und Namen des Grabbesitzers, seltener kommen auch Gebete vor. Die ersten Grabkegel datieren in die 11. Dynastie, sind jedoch unbeschriftet. Bis in die 26. Dynastie sind sie bezeugt. Ihre Funktion ist umstritten. Die längsten Exemplare sind etwa 50 cm lang, die meisten jedoch etwas kleiner. Es sind bisher ca. 400 verschiedene Typen von Grabkegeln bekannt, davon können jedoch nur ungefähr 80 einem bekannten Grab zugeordnet werden.